# À fond de train (jeu télévisé)
Pour les articles homonymes, voir À fond.
À fond de train est un jeu télévisé diffusé sur la chaîne Unis TV, produite par Blimp Télé, animé par Christian Essiambre et diffusé depuis le 7 janvier 2017 pour la première saison. Cette émission est réalisée par Sebastien Robineau.

## Synopsis
À fond de train met en compétition des duos parents-enfants dans un rallye d’aventure et d’exploration qui se déroule dans 10 villes canadiennes, chacune desservie par le train. À chaque étape, les équipes doivent tenter de remporter le plus d’épreuves et de défis possible pour ainsi obtenir le billet d’or leur permettant de remonter dans le train et d’atteindre la ville suivante. L’équipe se rendant à la destination finale du train et remportant les défis qui s’y trouvent est couronnée championne.
Cette émission permet aussi de découvrir les réalités de certaines communautés pas toujours connues au Canada.

## Règles du jeu
À chaque escale du train, deux équipes s’affrontent : les bleus et les jaunes.
Le rallye est divisé en 2 parties de 3 épreuves chacune à chaque destination :
Pour chaque épreuve, les participants doivent trouver le lieu où le défi les attend dans la ville où le train s’est arrêté. Ils doivent ensuite trouver des indices les aidant à résoudre une énigme ou encore réaliser des défis physiques afin de passer à la prochaine épreuve.
Avant de se lancer dans le rallye, les équipes doivent d’abord écouter une vidéo informative sur la ville qu’ils visitent et répondre ensuite aux questions de l’animateur le plus rapidement possible. L’équipe qui sera la première à avoir 2 bonnes réponses obtient un avantage pour la partie suivante : elle pourra commencer la prochaine épreuve avec 3 minutes d’avance sur l’autre équipe.
Les participants peuvent demander de l’aide à tout moment aux gens qu’ils rencontrent lors du rallye.
L’équipe trouvant et rejoignant l’animateur, dans un lieu de la ville qu’elle doit identifier après avoir complété les 3 épreuves de la partie 1, remporte un avantage pour la partie suivante : 3 minutes d’avance sur l’autre équipe.
Une épreuve se trouvant entre les 2 parties (le jeu bonus) permet à l’équipe gagnante de remporter un indice leur facilitant la tâche pour une épreuve de la deuxième partie. En cas d’égalité au jeu bonus, les 2 équipes obtiennent un indice.
L’équipe arrivant la première à la gare après avoir accompli les 2 étapes remporte la partie, le billet d’or et peut remonter à bord du train pour atteindre la destination suivante. L’équipe perdante quitte l’aventure.

## Épisodes
Saison 1, :
1. Jasper
2. Edmonton
3. Saskatoon
4. Winnipeg
5. Sudbury
6. Toronto
7. Ottawa
8. Québec
9. Moncton
10. Halifax

Saison 2
1. Amherst
2. Bathurst
3. Trois-Pistoles
4. Montréal
5. Kingston
6. Niagara Falls
7. Portage la Prairie
8. Smithers
9. Prince Rupert
10. Vancouver

Saison 3
1. Kamloops
2. Watrous
3. Saint-Boniface
4. London
5. Brockville
6. Montmagny
7. Amqui
8. Miramichi
9. Truro
10. Halifax

## Animateurs
La première saison de l'émission est présentée par l'animateur Christian Essiambre. La deuxième saison est présentée par Marianne Verville.